# Braquage de Pascal
Le braquage de Pascal est une expérience de pensée en théorie de la décision démontrant un problème dans l'attendue de la maximisation de l'utilité. Un agent rationnel doit choisir des actions dont les résultats, pondérés par leur probabilité, ont une utilité plus élevée. Mais certains résultats très improbables peuvent avoir de très grandes utilités, et ces utilités peuvent croître plus rapidement que la probabilité ne diminue. Cela entraîne une situation où l’agent doit logiquement se concentrer davantage sur des cas extrêmement improbables avec des récompenses invraisemblablement élevées, ce qui mène d’abord à des choix contre-intuitifs, puis à l’incohérence générale à mesure que l’utilité de chaque choix tend vers l'infini.
Le braquage est nommé en référence au pari de Pascal. Mais, contrairement à celui-ci, il ne requiert pas de récompense infinie. Cela évite de nombreuses objections au dilemme du pari de Pascal qui sont basées sur la nature de l'infini. Ainsi, le braquage de Pascal est un paradoxe apparent qui reste dans la lignée des décisions aux mathématiques finies.

## Énoncé du problème
Le terme « Pascal's mugging »  (braquage de Pascal) qui désigne ce problème a été inventé par Eliezer Yudkowsky dans un article du forum LessWrong . Le philosophe Nick Bostrom a ensuite élaboré l'expérience de pensée sous la forme d’un dialogue fictif. Par la suite, d’autres auteurs publièrent leurs propres versions des événements en se basant sur ce premier dialogue et en adoptant le même style littéraire.
Dans la description de Bostrom, Blaise Pascal est abordé par un braqueur désarmé. Ne pouvant le détrousser par la force, l'agresseur lui propose un marché: le portefeuille de Pascal en échange de la promesse du braqueur qu'il lui rendra demain le double de la somme prise. Pascal refuse, soulignant qu'il est peu probable que l'accord soit honoré. Le monte-en-l'air lui propose ensuite des sommes de plus en plus élevées, en rétorquant que si la probabilité qu'il soit honnête n'est qu'une chance sur 1 000, tant que la somme promise représente un retour sur investissement plus élevé que 1 000, il est rationnel d'accepter. Pour toute probabilité faible mais strictement supérieure à 0 qu'il soit honnête il existe un montant fini qui rend rationnel le pari. Ainsi, le braqueur finit par convaincre Pascal en lui offrant 1 000 quadrillions de jours heureux de vie en échange de 10 livres seulement dans son portefeuille.
Dans un exemple de Yudkowsky, le voleur réussit son coup en affirmant que la vie de {\displaystyle 3\uparrow \uparrow \uparrow \uparrow 3} personnes simulées sur un ordinateur dépendent des 5 dollars de Pascal. Puisque ce nombre utilise la notation des puissances itérées de Knuth, l'écrire en base 10 nécessiterait plus de matériel d’écriture qu’il n’y a d’atomes dans l’univers connu. Ce n'est pas une conséquence infinie qui est un jeu—l'infini étant un concept controversé qui ne frappe pas suffisamment l'esprit humain pour être conséquent—mais bien un nombre si astronomique que le représenter est physiquement possible.
Ainsi, puisque l'esprit humain n'est pas capable de donner une probabilité aussi infime que {\displaystyle {\frac {1}{3\uparrow \uparrow \uparrow \uparrow 3}}} à un événement et puisqu'un agent rationnel est forcé d'attribuer une probabilité strictement supérieure à zéro à un événement tel que celui décrit dans les propos du braqueur, il s'ensuit logiquement que Pascal devrait lui donner 5 dollars.
Le prétendu paradoxe résulte de deux visions incohérentes. D’un côté, la logique veut que la bonne décision est de donner les 5 dollars. De l’autre, payer l’agresseur est intuitivement irrationnel en raison de son caractère exploitable. Si la personne braquée accepte cette séquence logique, elle peut alors être exploitée à plusieurs reprises pour tout son argent.
Ces argument peuvent également s'appliquer à d'autres systèmes théoriques comme l'éthique conséquentialiste.

## Importance du problème
Le philosophe Nick Bostrom postule que le braquage de Pascal, tout comme le pari de Pascal, est un exemple des conséquences désastreuses qu'auraient une théorie de la décision défectueuse si on dotait une intelligence artificielle de celle-ci. Le braquage de Pascal peut également être pertinent concernant les risques existentiels, qui sont des événements à priori à faibles probabilités, mais aussi à hauts enjeux. Ainsi, si on postule une probabilité de 1% à l’événement de "extinction humaine par intelligence artificielle" alors mitiger ce risque deviendrait immédiatement une priorité mondiale d'après la logique braquage de Pascal, puisque 1% de 8 milliards de morts représente un poids moral de 80 millions de morts. (Sans compter le poids moral qualitatif qu'implique une rupture permanente dans l'histoire humaine et l'empêchement d'une éventuelle réalisation de la colonisation spatiale et l'existence de générations futures.)